# Carterocephalus
Carterocephalus là một chi bướm ngày thuộc họ Bướm nhảy.

## Các loài
Listed alphabetically.
- Carterocephalus abax Oberthür, 1886
- Carterocephalus alcinoides Lee, 1962
- Carterocephalus alcinus Evans, 1939
- Carterocephalus argyrostigma (Eversmann, 1851)
- Carterocephalus avanti (de Nicéville, 1886) – Orange và Silver Mountain Hopper
- Carterocephalus canopunctatus (Nabokov 1941)
- Carterocephalus christophi Grum-Grshimailo, 1891
- Carterocephalus dieckmanni Graesser, 1888
- Carterocephalus flavomaculatus Oberthür, 1886
- Carterocephalus habaensis Yoshino, 1997
- Carterocephalus houangty Oberthür, 1886
- Carterocephalus micio Oberthür, 1891
- Carterocephalus niveomaculatus Oberthür, 1886
- Carterocephalus palaemon (Pallas, 1771) – Chequered Skipper
- Carterocephalus pulchra (Leech, 1891)
- Carterocephalus silvicola (Meigen, 1829) – miền bắc Chequered Skipper

## Hình ảnh

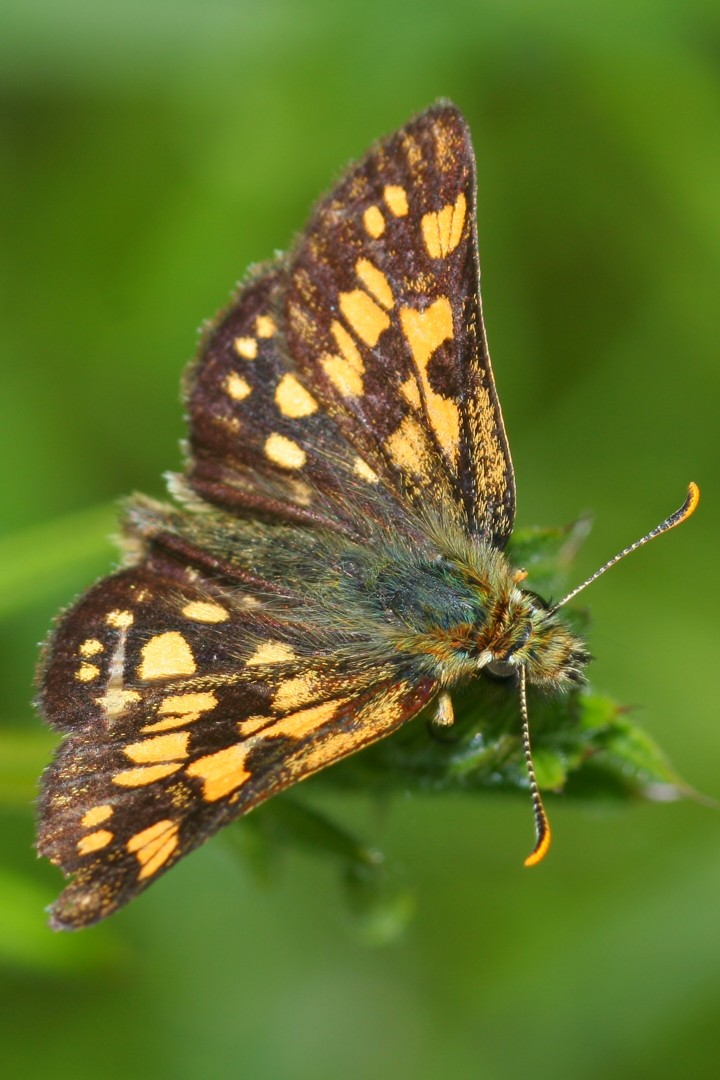
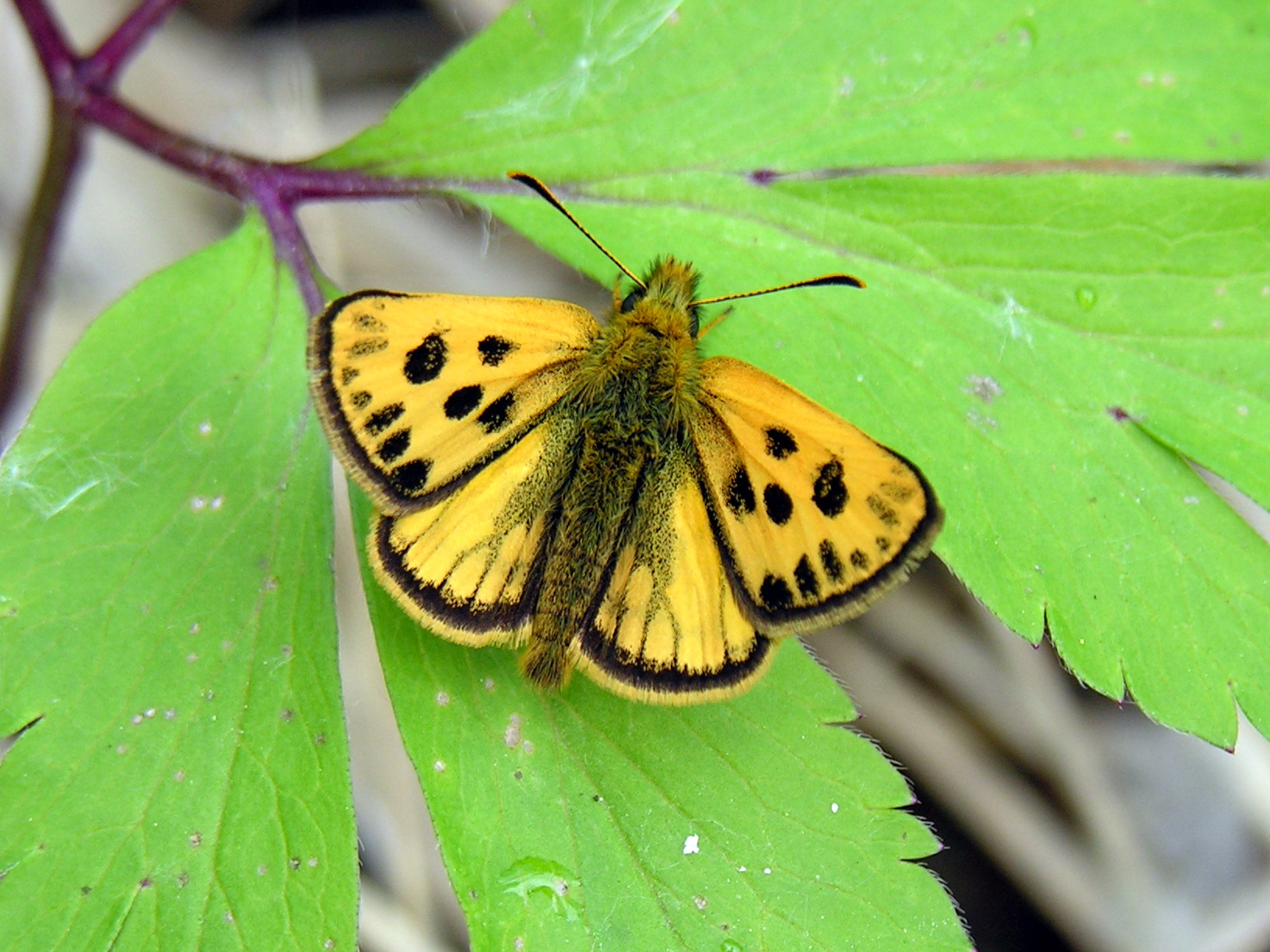